# 아르마티모나스문
아르마티모나스문(Armatimonadetes)은 세균 문의 하나이다. 이전에 후보 문 OP10으로 알려졌다. 갈대의 근권(根圏)에서 발견되는 아르마티모나스 로세아 (Armatimonas rosea)가 기존의 세균 문과는 계통적으로 크게 다르기 때문에 2011년 7월에 제안되었다. 배양이 어려운 세균으로 OP10 계통에 속한다고 알려졌지만, 아르마티모나스 로세아의 배양 자체는 그리 어렵지 않다.
2011년 10월에는 뉴질랜드의 토양에서 크토노모나스 칼리디로세아(Chthonomonas calidirosea)가 발견되어 크토노모나스강(Chthonomonadetes)이 명명되었고, 2012년에는 고려인삼 밭에서 핌브리모나스 긴센기솔리(Fimbriimonas ginsengisoli)가 발견되어 핌브리모나스강(Fimbriimonadia)이 기술되었다. 이 3종의 그람음성균은 호기성 세균으로 모두 화학 합성 종속 영양에 의해 증식한다.

## 분류
- 아르마티모나스문 (Armatimonadetes)
  - 핌브리모나스강 (Fimbriimonadia)
    - 핌브리모나스목 (Fimbriimonadales)
      - 핌브리모나스과 (Fimbriimonadaceae)
        - 핌브리모나스속 (Fimbriimonas)[1] Im et al. 2006
          - 핌브리모나스 긴센기솔리 (Fimbriimonas ginsengisoli) Im et al. 2006

  - 아르마티모나스강 (Armatimonadia) Tamaki et al. 2011
    - 아르마티모나스목 (Armatimonadales) Tamaki et al. 2011
      - 아르마티모나스과 (Armatimonadaceae) Tamaki et al. 2011
        - 아르마티모나스속 (Armatimonas) Tamaki et al. 2011
          - 아르마티모나스 로세아 (Armatimonas rosea) Tamaki et al. 2011

  - 크토노모나스강 (Chthonomonadetes) Lee et al. 2011
    - 크토노모나스목 (Chthonomonadales) Lee et al. 2011
      - 크토노모나스과 (Chthonomonadaceae) Lee et al. 2011
        - 크토노모나스속 (Chthonomonas) Lee et al. 2011
          - 크토노모나스 칼리디로세아 (Chthonomonas calidirosea)Lee et al. 2011

## 계통 분류
아래 분류는 원핵생물명 목록(List of Prokaryotic names with Standing in Nomenclature, LPSN)과 "현존하는 모든 생물 종의 계통수 프로젝트"(The All-Species Living Tree Project)의 16S rRNA 계통발생학 연구를 기초로 작성했다.
|  | \| \| ? Fimbriimonas ginsengisoli[1] Im et al. 2006 \| \| \| \| \| \| Armatimonas rosea Tamaki et al. 2011 \| \| \| \| \| \| Chthonomonas calidirosea Lee et al. 2011 \| \| \| \| |
|  | |
|  | ? Fimbriimonas ginsengisoli Im et al. 2006 |
|  | |
|  | Armatimonas rosea Tamaki et al. 2011 |
|  | |
|  | Chthonomonas calidirosea Lee et al. 2011 |
|  | |